# Viktor Amadeus von Anhalt-Bernburg-Schaumburg-Hoym

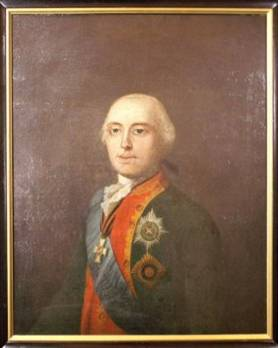
Prinz Viktor Amadeus von Anhalt-Bernburg-Schaumburg-Hoym

Viktor Amadeus von Anhalt-Bernburg-Schaumburg-Hoym (* 21. Mai 1744 in Schloss Schaumburg; † 2. Mai 1790 in Pardakoski, Finnland) war ein Prinz von Anhalt-Bernburg-Schaumburg-Hoym und russischer General.

## Leben
Viktor Amadeus war ein Sohn des Fürsten Viktor I. von Anhalt-Bernburg-Schaumburg-Hoym (1693–1772) aus dessen zweiter Ehe mit Hedwig Sophie (1717–1795), Tochter des Grafen Wenzel Ludwig Henckel von Donnersmarck.
Ohne Aussicht auf die Nachfolge im väterlichen Fürstentum verlegte sich Viktor Amadeus auf eine Militärkarriere. Er kämpfte zunächst in holländischen, später in kaiserlichen Diensten und trat 1772 ins russische Militär seiner anhaltinischen Verwandten Zarin Katharina II. ein. Seit 1775 Generalmajor und Kommandant des Leibkürassierregiments wurde er 1782 Generalleutnant. Er kämpfte mit Auszeichnung im Russisch-Österreichischen Türkenkrieg. Im Russisch-Schwedischen Krieg wurde Victor Amadeus in einem Gefecht bei dem finnischen Ort Pardakoski schwer verwundet und starb einige Tage später an den Folgen der Verwundung.
Viktor Amadeus war Träger zahlreicher russischer Auszeichnungen, darunter den Russischen Orden des Heiligen Georg, den Alexander-Newski-Orden und den Orden des Heiligen Andreas des Erstberufenen. Unter dem direkten Kommando des Prinzen begann der spätere General und Kriegsminister Michael Andreas Barclay de Tolly seinen Militärdienst.

## Ehe und Nachkommen
Viktor Amadeus heiratete am 21. April 1778 im Schloss Schaumburg Magdalene (1742–1819), Tochter des Fürsten Friedrich Wilhelm zu Solms-Braunfels, mit der er einen Sohn hatte:
- Victor Amadeus (1779–1783)